# Крышка, Антон Яковлевич
Антон Яковлевич Крышка (1818—1912) — русский фармаколог.
Медицину изучал в Кракове, Вильне (ныне — Вильнюс) и Дерпте, где в 1843 лекарь; доктор медицины с 1849.
С 1858 года был профессором фармации в Варшавской медико-хирургической академии, а с открытием Варшавского университета — профессором фармакологии до 1887 года.